# Jordan Miliew
Jordan Miliew (bulgarisch Йордан Милиев; * 5. Oktober 1987 in Peschtera, Bulgarien) ist ein ehemaliger bulgarischer Fußballspieler, der bisher vorwiegend als Verteidiger spielte.
Von 2009 bis 2014 stand er bei Lewski Sofia als Innenverteidiger unter Vertrag.

## Biografie
Milievs Onkel, Ivan, war ein Profifußballer bei dem lokalen Fußballverein PFC Lokomotiv Plovdiv. Als Jugendlicher unterstützte Jordan Lokomotiv Plovdiv. Außerhalb des Fußballs ist Miliew an Filmen und Formel 1 interessiert. Des Weiteren liest er gerne Action-Bücher.

## Karriere
Die Karriere von Miliew begann im Jahr 2005 bei Lokomotive Plowdiw in der bulgarischen A Grupa. Dort wurde er zum Stammspieler in der Innenverteidigung. Am 1. Januar 2009 nahm ihn Lewski Sofia unter Vertrag. Die damalige Ablösesumme betrug 50.000 €. Dort gewann er mit der Meisterschaft 2009 seinen ersten und einzigen Titel. In dieser Spielzeit kam er jedoch nur selten zum Einsatz, wurde aber in der Saison 2009/10 zum Stammspieler. Vom 1. Juli 2012 bis zum 31. Dezember 2012 lieh Lewski Sofia ihn an den israelischen Erstligisten Hapoel Ironi HaScharon aus.
Im Januar 2014 wechselte Miliew ablösefrei nach Mazedonien zum KF Shkëndija. Im Sommer 2015 wurde sein Vertrag nicht verlängert, so dass er einige Monate ohne Verein war. Im Oktober 2015 nahm ihn Lewski Sofia wieder unter Vertrag. Anfang Januar 2016 trennten sich die Wege wieder und Miliew ist seither vereinslos.

## Erfolge
- Bulgarischer Meister: 2009